# 조겐 (976년)
조겐(일본어: 貞元)은 일본의 연호 중 하나이다.
- 전후 : 덴엔(天延) 이후 - 덴겐(天元) 이전.
- 시기 : 976년 ~ 978년
- 천황 : 엔유 천황

## 개원
- 덴엔 4년 7월 13일(율리우스력 976년 8월 11일)에 개원하여
- 조겐 3년 11월 29일(율리우스력 978년 12월 31일) 덴겐으로 개원되었다.

## 서력과의 대조표
| 죠겐        | 원년       | 2년        | 3년        |
| ----------- | ---------- | ---------- | ---------- |
| 서기 (西紀) | 976년      | 977년      | 978년      |
| 간지 (干支) | 병자(丙子) | 정축(丁丑) | 무인(戊寅) |

## 같이 보기
- 일본의 연호 일람

| 이전 덴엔 | 일본의 연호 976년 ~ 977년 | 다음 덴겐 |